# 永恆唱片
永恆唱片（英語：Wing Hang Record Trading Co. Ltd.），於1973年10月成立，是香港最歷史悠久的華資唱片公司之一。由公司成立至今旗下合作歌手曾包括徐小鳳、蔡麗貞、薰妮、張德蘭、葉德嫻、張明敏、張偉文、靜婷、李麗蕊、方麗盈、瞿穎等。:11

## 簡介
永恆唱片致力於製作及出版高質素的歌曲，而多年來製作之歌曲不少亦成為家傳戶曉的金曲經典，當中包括徐小鳳的《大亨》、《猛龍特警隊》；薰妮《每當變幻時》、《故鄉的雨》；張德蘭《網中人》、《茫茫路》、《神鵰俠侶》的 《何日再相見》、《情義兩心堅》、《相識也是緣份》；葉德嫻《明星》、《倦》、《星塵》、《幸運是我》、《你留我在此》；張明敏《我是中國人》，《我的中國心》、《龍的傳人》；張偉文《離別的叮嚀》、《處處是家鄉》、《心想哭》；李麗蕊《小妹妹日記》、《How Are You My Friend》；方麗盈《傷感雨天》等。
除製作高質素的歌曲外，從1983年開始永恆亦積極拓展中國大陸市場，永恆亦是首家香港唱片公司成功引入本港歌曲到中國大陸發行，成功引入歌曲有張明敏的《我的中國心》、《龍的傳人》、《中華民族》等。除本地歌曲外，永恆亦積極引入外國歌曲到中國大陸，銳意促進中、外音樂文化的文流。:14
2022年起，永恆唱片所有數位歌曲發行權交由Sony Music代理。

## 前旗下藝人
| 女歌手 | 女歌手 | 女歌手 | 女歌手         |
| ------ | ------ | ------ | -------------- |
| 蔡麗貞 | 薰妮   | 張德蘭 | 葉德嫻         |
| 徐小鳳 | 柳影紅 | 景黛音 | 李麗蕊         |
| 汪明荃 | 張南雁 | 方麗盈 | 甄秀儀         |
| 靜婷   | 蘇珊   | 羅佩芝 | 姜培莉         |
| 葉璐   | 張清芳 | 瞿穎   | 董菁菁         |
| 舒雅頌 | 張慧   | 李珍珍 | 鍾珍妮、鍾安妮 |
| 男歌手 |        |        |                |
| 葉振棠 | 張明敏 | 張偉文 | 徐小明         |
| 鄭錦昌 | 馮偉棠 | 小剛   | 金揚           |

## 歌曲版權
傳聞是永恆唱片的歌手合約中列明，歌手不得在其他唱片公司出版重新演唱於永恆唱片公司出版的歌曲（包括非原創歌曲），變相令其他其唱片公司不能出版影碟和錄音唱片（除非付大額版權費予永恆唱片）。這亦令不少歌迷大失所望。

## 外部連結
- 永恆唱片貿易有限公司的Facebook專頁
- 永恆唱片 （页面存档备份，存于）